# Бостонский художественный клуб
Бостонский художественный клуб (англ. Boston Art Club) — художественный клуб в Бостоне, штат Массачусетс, для поддержки доступа к миру изобразительного искусства.

## История и деятельность
Бостонский художественный клуб был создан в Бостоне в 1854 году благодаря объединению усилий местных художников, в том числе Бенджамина Чампни, Альфреда Ордуэя, Сэмюэла Джерри и Уолтера Брэкетта. Они решили сформировать демократическую организацию, в которой европейские традиции независимых мастеров-художников были бы заменены сотрудничеством в продвижении и обучении искусству.
Свою первую официальную встречу они провели в день Нового 1855 года, когда назвали себя Бостонским художественным клубом и избрали трех президентов: Джозефа Эймса, Уолтера Брэкетта и Бенджамина Чампни. Одним из первых мероприятий новообразованного клуба стало открытие выставки: Альфред Ордуэй, имевший связи с Бостонским атенеумом, организовал там в 1855 году эту экспозицию. Первая выставка Бостонского арт-клуба была организована совместно с несколькими нью-йоркскими коллегами, включая Фредерика Черча, Ашера Дюрана и Джона Кенсетта.
Выставка была весьма успешной, и после её проведения клуб переехал в здание на Бедфорд-стрит. Вторая выставка состоялась в 1856 году и была омрачена кражей нескольких картин, которые так и не были найдены. Это событие едва не стало концом существованию клуба, но с помощью местного актёра, который поставил «Сон в летнюю ночь» Уильяма Шекспира и собрал достаточно денег, чтобы заплатить за утерянные картины, художественный клуб продолжал работать в этом месте на Бедфорд-стрит до начала Гражданской войны, когда свою деятельность он всё же приостановил.
После окончания войны и до 1871 года у клуба не было постоянного местонахождения. Его выставки проводились в студиях различных художников. В период с 1871 по 1882 год, пока не было построено постоянное здание, Бостонский художественный клуб арендовал помещения на Бойлстон-стрит, 64, в здании рядом с Великой ложи Массачусетса. В 1871 году Чарльз Перкинс — бостонский искусствовед и организатор культурных мероприятий, встретился со своим старым другом, художником-любителем и музыкальным издателем Джорджем Расселом, чтобы обсудить возрождение Бостонского художественного клуба. Под руководством Перкинса они созвали общее собрание, в результате которого клуб был восстановлен и арендовал кирпичный таунхаус на Boylston Street. Чарльз Перкинс был избран президентом. Клуб пристроил за арендованным зданием просторную картинную галерею, и в 1873 году открыл свою первую ежегодную выставку. Из неформального клуба художников Перкинс создал изысканный художественный клуб с обеденными и читальными залами, обширной библиотекой, коллекцией картин и картинной галереей. Ежегодно здесь проводились две выставки с участием жюри.

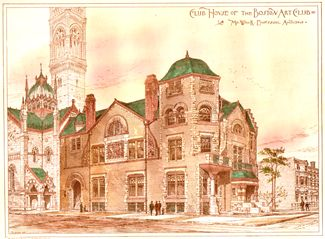
Здание Бостонского художественного клуба на 150 Newbury Street

В конце 1870-х годов Бостон предпринял новый проект по расширению города за счет мелиорации земель района Back Bay. Во время реализации проекта Бостонский художественный клуб решил, что построит собственное здание на этом месте, которое должно было стать самым фешенебельным районом города. Потребовалось почти десять лет, чтобы собрать достаточное количество и объявить национальный конкурс архитекторов на новое клубное здание. Победил проект архитектора Уильяма Эмерсона, и в 1882 году здание было построено.
После открытия Бостонский арт-клуб стал культовым местом для многих художников США: Уильям Меррит Чейз, Уинслоу Гомер, Джон Сингер Сарджент, Эдмунд Гарретт, Фрэнк Бенсон, Эдмунд Тарбелл и другие крупные художники представляли свои работы для многих выставок. Клуб стал также местом для богатых бостонских коллекционеров произведений искусства, таких как Изабелла Стюарт Гарднер. В 1910 году здание клуба было реконструировано для обустройства столовой и спального помещения. Членские взносы, когда клуб открывал свои двери, составляли 60 долларов, к 1914 году они увеличились почти до 800 долларов.
Бостонский художественный клуб пережил времена Великой депрессии и Второй мировой войны, но сокращение числа членов в конечном сделало ненужным необходимость в большом клубном здании. В 1950 году Club House был закрыт и в настоящее время является городской международной школой Сноудена.
Но клуб продолжал существовать, его члены сохранили свои отношения так же, как и их основатели после Гражданской войны в США: вместе писали и иногда устраивали выставки в своих мастерских. С приходом нескольких новых членов-художников, нового президента и эрой Интернета, Бостонский художественный клуб смог создать виртуальное присутствие в сети. Количество членов клуба начало расти, и сейчас их насчитывается более 250 человек. Клуб больше на проводит выставки, его цель по-прежнему состоит в том, чтобы развивать понимание изобразительного искусства, а также, работая на национальном уровне с художественными музеями, помогать в размещении картин на известных художественных выставках по всей стране.